# Wilfried Gröbner
Wilfried Gröbner (Eilenburg, 18 de Dezembro de 1949) é um treinador e ex-futebolista profissional alemão que atuava como defensor, campeão olímpico.

## Títulos
Alemanha Oriental
- Jogos Olímpicos: 1976

## Ligações Externas
- Perfil na Sports Reference